# 細川昌彦
細川 昌彦（ほそかわ まさひこ、1955年1月20日 - ）は、日本の経産官僚。大阪市出身。明星大学経営学部教授、中部大学中部高等学術研究所特任教授、愛知県政策顧問。

## 人物・経歴
- 灘高等学校卒業
- 1977年（昭和52年）3月 東京大学法学部卒業
- 1977年（昭和52年）4月 通商産業省入省、資源エネルギー庁石油部計画課[2]。
- 1980年（昭和55年）2月 通商政策局経済協力部経済協力課総括班長[2]。
- 1981年（昭和56年）9月 産業政策局商務サービス産業室総括班長[2]。
- 1983年（昭和58年）9月 生活産業局窯業建材課兼ファインセラミック室総括班長[2]。
- 1985年（昭和60年）8月 山形県警察本部警務部長
- 1987年（昭和62年）6月 通商政策局国際経済部国際経済課総括班長[2]。
- 1989年（平成元年）6月 通商産業省大臣官房総務課法令審査員[2]
- 1991年（平成3年）8月1日 通商産業省貿易局安全保障貿易管理課長[2]
- 1995年（平成7年）5月22日 通商産業大臣官房付（日本貿易振興機構ニューヨーク・センター次長[3])
- 1998年（平成10年）6月26日 通商産業省通商政策局米州課長
- 2002年（平成14年）6月 ハーバード・ビジネス・スクールAMP修了
- 2002年（平成14年）7月30日 経済産業省貿易経済協力局貿易管理部長
- 2003年（平成15年）7月11日 中部経済産業局長
- 2004年（平成16年）6月22日 経済産業省大臣官房付
- 2004年（平成16年）8月 日本貿易振興機構ニューヨーク・センター所長
- 2006年（平成18年）8月 経済産業省を退職
- 2006年（平成18年）9月 社団法人日本鉄鋼連盟常務理事
- 2008年（平成20年）9月 中京大学経済学部教授
- 2009年（平成21年）2月 名古屋市長選への立候補を表明。3月に中京大学を辞職。
- 2009年4月26日 名古屋市長選挙に自民党・公明党推薦で出馬も、河村たかし（前衆議院議員・民主党公認）の514,514票に対し、282,990票の次点で落選した。
- 2009年（平成21年）9月 中部大学中部高等学術研究所特任教授
- 2011年（平成23年） 愛知県政策顧問
- 2011年（平成23年） スポーツ議員連盟有識者会議委員
- 2014年（平成26年） （独）スポーツ振興センター参与
- 2020年（令和2年）9月 明星大学経営学部教授

## 入省同期
- 安達健祐（経済産業事務次官）、桑山信也（官房地域経済産業審議官）、加藤敏春（エコマネー提唱、東大総合文化研究科客員教授）、松村博史（IPA理事、駐英公使）、小林憲明（AIST理事、ジェトロデュッセルドルフセンター所長）、柴生田敦夫（RIETI上席研究員、ジェトロ北京代表処所長）など

## エピソード
- 通商産業省時代、東京国際映画祭の立ち上げに携わる。[4]
- 中部経産局長時代に、「グレーター・ナゴヤ・イニシアティブ」構想を提言し、愛・地球博の準備や中部国際空港の開港準備に沸く愛知近縁で知名度を高めた。[5]
- 中京大学教授就任後の、2008年8月22日に、著書『メガリージョンの攻防』（東洋経済新報社 ISBN 4492394990）が発刊された。10月には発刊記念パーティが名古屋観光ホテルで行われ、発起人には細川の古巣である経済産業省の望月晴文事務次官・柴田昌治日本ガイシ会長、岡田邦彦名古屋商工会議所会頭など名古屋の財界人が並んだ。
  - 同著では、メガ・リージョン（行政区等の区切りを持たない地域経済域）としての成長余地が高い日本国内のリージョンとして「グレーター・ナゴヤ」・「京阪神」・「北部九州」を上げている。
- 2008年10月7日から2009年3月まで、どですか!（メ～テレ）のレギュラーコメンテーターとして出演していた。

## テレビ出演
- どですか（メ〜テレ）
- 山浦ひさしのトコトン!1スタ（テレビ愛知）
- 知りたがり!（フジテレビ）
- 報道プライムサンデー(フジテレビ)
- 深層NEWS(BS日テレ)
- BSフジLIVE ソーシャルTV ザ・コンパス（BSフジ）
- プライムニュース(BSフジ)
- BSニュース 日経プラス10(BSジャパン)
- 報道ライブ21 INsideOUT(BS11)
- スイッチ!（東海テレビ）
- 激論!コロシアム 〜これでいいのか?ニッポン〜（テレビ愛知）
- Nスタ（TBS）
- チャージ730!（テレビ東京）
- 週刊報道（BSTBS）
- 日曜討論(NHK総合)
- 週刊ニュース深読み(NHK総合)
- ひるおび!（TBSテレビ）
- 情報ライブ ミヤネ屋（読売テレビ）
- NIKKEIプラス10サタデー　ニュースの疑問（テレビ東京）
- サンデーニュース Bizスクエア（BSTBS）

## 著書
- 『メガ・リージョンの攻防：人材と企業の争奪戦にどう勝利するか』東洋経済新報社、2008年。
- 『暴走トランプと独裁の習近平に、どう立ち向かうか？』光文社〈光文社新書〉、2018年。